# برایان کید
برایان کید (به انگلیسی: Brian Kidd) بازیکن فوتبال زادهٔ ۲۹ مه ۱۹۴۹ اهل انگلستان که سابقهٔ بازی در تیم ملی فوتبال انگلستان را در کارنامهٔ خود دارد. برایان به همراه منچستر یونایتد قهرمان چمپیونزلیگ ۱۹۶۸ شد. وی اکنون در باشگاه منچستر سیتی به عنوان کمک مربی پپ گواردیولا فعالیت میکند.
وی در تاریخ ۲۱ آوریل ۱۹۷۰ نخستین بازی ملی خود را در مقابل تیم ملی فوتبال ایرلند شمالی انجام داد و با حضور در ۲ بازی ملی، در تاریخ ۲۴ مه ۱۹۷۰ واپسین بازی ملی‌اش را در برابر تیم ملی فوتبال مکزیک برگزار کرد.
این بازیکن توانسته در بازی‌های ملی، ۱ گل به ثمر برساند.